# Faurelina fimigena
Faurelina fimigena är en svampart som beskrevs av Locq.-Lin. 1975. Faurelina fimigena ingår i släktet Faurelina och familjen Chadefaudiellaceae.   Inga underarter finns listade i Catalogue of Life.